# دينيس ميلتون
دينيس ميلتون (بالإنجليزية: Dennis Milton) مواليد 23 أغسطس 1961 في ذا برونكس، نيويورك، الولايات المتحدة، هو ملاكم أمريكي يصنف ضمن فئة الوزن المتوسط بدأ مسيرته الاحترافية سنة 1985.

## إحصائيات
خاض خلال مسيرته 22 نزالا، فاز في 16 وتعادل في 1 وخسر في 5. فاز بالضربة القاضية في 5 نزالا.

## روابط خارجية
- دينيس ميلتون على موقع بوكس ريك (الإنجليزية) (registration required)